# John O. Pastore

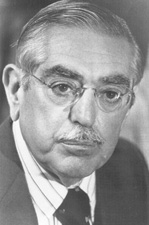
John O. Pastore

John Orlando Pastore (* 17. März 1907 in Providence, Rhode Island; † 15. Juli 2000 in Cranston, Rhode Island) war ein US-amerikanischer Politiker (Demokratische Partei), der als Gouverneur von Rhode Island amtierte und diesen Bundesstaat im US-Senat vertrat.

## Leben
Nach dem Besuch der Highschool in seiner Heimatstadt Providence graduierte Pastore 1931 an der Law School der Northeastern University in Boston. Im Anschluss kehrte er nach Providence zurück, wo er als Jurist praktizierte.

## Politik
1935 wurde er für die Demokratische Partei ins Repräsentantenhaus von Rhode Island gewählt, dem er bis 1937 angehörte. Von 1937 bis 1938 sowie von 1940 bis 1944 war Pastore stellvertretender Attorney General von Rhode Island. 1944 wurde er Vizegouverneur des Staates; zwei Jahre später rückte er als Nachfolger von J. Howard McGrath, der den Posten des United States Solicitor General übernahm, zum Gouverneur auf. Pastore war der erste Italoamerikaner, der dieses Amt innehatte; 1946 und 1948 wurde er jeweils mit sicherer Mehrheit von den Wählern bestätigt.
Als die Demokratische Partei 1950 einen Nachfolger des zwischenzeitlich in den US-Senat gewechselten und nun zurückgetretenen J. Howard McGrath suchte, fiel die Wahl auf John Pastore. Der zum Interimsnachfolger bestimmte Edward L. Leahy wurde dafür nicht in Betracht gezogen. Pastore gewann die Nachwahl und verteidigte seinen Senatssitz bis einschließlich 1970 viermal. Bei dieser letzten Bestätigung im Amt setzte er sich mit 68:32 Prozent der Stimmen gegen den späteren TV-Moderator John McLaughlin durch, der für die Republikaner angetreten war. 1976 kandidierte Pastore, der 1964 bei der Democratic National Convention in Atlantic City die Eröffnungsrede gehalten hatte, nicht mehr.
In Erinnerung geblieben ist John Pastore unter anderem durch eine Episode in seiner Zeit als Vorsitzender des Senatsunterausschusses für Kommunikation. Als US-Präsident Richard Nixon 1969 plante, die Unterstützung für den Public Broadcasting Service (PBS) und den gesamten nicht-kommerziellen Rundfunk in den USA von 20 auf 10 Millionen US-Dollar jährlich zu kürzen, lud Pastore den PBS-Moderator Fred Rogers zu einer Anhörung vor den Ausschuss. Rogers, mit dessen vor allem auf den pädagogischen Bereich zielenden Aktivitäten Pastore nicht vertraut war, sprach in seiner etwa fünfminütigen Erklärung über das Bedürfnis an sozialer und emotionaler Erziehung, für die das öffentlich-rechtliche Fernsehen sorge. Pastore, von Zeitgenossen bisweilen als grob und ungeduldig beschrieben, erwiderte, Rogers’ Aussage habe bei ihm Gänsehaut hervorgerufen und schloss mit den Worten: „Looks like you just earned the $20 million.“ („Sieht aus, als hätten Sie sich gerade die 20 Millionen Dollar verdient.“)
John O. Pastore starb im Jahr 2000 an Nierenversagen.